# 奈良県立宇陀高等学校
奈良県立宇陀高等学校（ならけんりつ うだ こうとうがっこう、英: Nara Prefectural Uda High School）は、奈良県宇陀市榛原下井足および大宇陀迫間に所在する県立高等学校。

## 概要
2022年（令和4年）4月、奈良県立大宇陀高等学校（以下、大宇陀高）と奈良県立榛生昇陽高等学校（以下、榛生高）を統合する際、新設合併により設置された高等学校である。
宇陀市内に榛原学舎と大宇陀学舎があり、第1学年は全員榛原学舎で学び、第2学年から、こども・福祉科の生徒は、専門的な実習設備のある大宇陀学舎で学習に取り組む。普通科やこども・福祉科（総合学科）のほか、情報科学科の学科を設置し、また専攻科として介護福祉科も設置している。
2024年（令和6年）度より、自転車競技部とウエイトリフティング部が、奈良県教育委員会より、部活動等に力を入れている学校を重点的に支援する「スポーツ・文化活動推進校」の指定を受け、それぞれの部活動に詳しい専門性の高い教員が顧問等として継続的に配置されている。
学校周辺に丹切古墳群があり、そのうちの1つ丹切３４号墳が学校敷地内にある。学校の事務所で受付をしての見学は可能。

### スクール・ミッション
いのちを大切にする心と未来を切り拓く力を育み、自信と誇りをもって地域に貢献する生徒の育成

### 学校教育目標
いのちを大切にする心と未来を切り拓く力を育み、自信と誇りをもって地域に貢献する生徒を育成する。

### 教育方針

#### アドミッション・ポリシー
以下のような生徒を受け入れる。
1. 本校の教育方針を理解する生徒
2. 【普通科】ICTの活用やグループワークなどにより学びを深め、主体的に自らのキャリアを形成できる力を身に付けて、文系大学等への進学を目指す生徒
3. 【情報科学科】プログラミングを楽しみながら学ぶことから、実社会の問題を発見・解決する力や協働して取り組む態度を身に付け、理系大学等への進学を目指す生徒
4. 【こども科・福祉科】保育・幼児教育に携わるための基礎的事項の学び、介護福祉士国家試験合格を目指す専門的な学び、介護・医療を含めた福祉全般についての学び、これら３つの学びのうちからいずれかに取り組み、地域の教育や福祉を担う熱意と意欲のある生徒
5. 【専攻科】介護福祉士の国家資格を取得し、専攻科修了後、奈良県内の社会福祉施設等で介護の業務に従事する意思を有している者[1]

#### カリキュラム・ポリシー
基本的生活習慣の確立と規範意識の向上、基礎学力の定着と応用力の養成、豊かな心の涵養、自己実現への主体的な態度の育成、及び地域社会に貢献する意欲と行動力の育成ために、以下の教育を行う。
1. 学校行事や課外活動を含む学校生活全般を通して、規範意識、人を思いやる姿勢、互いに成長し合える人間関係、及びコミュニケーションを図って協働する力を養う。
2. 基礎的・基本的な知識・技能の習得と応用力の養成により、着実に学力を向上させる。
3. キャリア教育を充実させ、ICTの活用やグループ活動を取り入れて、「主体的・対話的で深い学び」を展開する。
4. 計画的・個別的なサポートにより、国家資格取得と検定合格に導きます。
5. 施設実習、保・幼・こ・小・中を含む学校周辺地域との交流やボランティア活動により、学校での学びを地域社会の問題発見や解決に活用する力を養い、地域社会に貢献する意欲と行動力を育成する[1]。

#### グラデュエーション・ポリシー
卒業までに、以下の資質・能力の育成を目指す。
1. 学校で身に付けた基礎的・基本的な知識・技能を、上級学校での学びに繋げたり、地域社会の問題発見や解決に活用しようとすることができる。
2. 在学中に取得した資格、合格した検定を基に、就職先、進学先においてより専門的技術・知識を習得するために主体的に学び続けることができる。
3. 社会の一員として、よりよき社会の実現のために、協働を推進することができる[1]。

#### 校訓
校訓は、「育む」「挑む」「拓く」である。

## 沿革

### 略歴
奈良県による県立高等学校再編計画をうけ、奈良県立大宇陀高等学校と奈良県立榛生昇陽高等学校との統合により設立。

### 年表
- 2018年（平成30年）10月15日 - 「奈良県立高等学校等設置条例の一部を改正する条例」が公布され、奈良県立宇陀高等学校の設置が決まる[3]
- 2020年（令和2年）4月1日 - 奈良県立宇陀高等学校が設置される[3]
- 2022年（令和4年）
  - 4月1日 - 開校
  - 4月11日 - 開校式および入学式を敢行[6]

## 基礎データ

### 所在地
- 榛原学舎
  - 奈良県宇陀市榛原下井足210
- 大宇陀学舎
  - 奈良県宇陀市大宇陀迫間63-2

### 通学区域
- 奈良県内全域
- 設定無し[注釈 1]

### アクセス
- 榛原学舎
  - 近鉄大阪線「榛原駅」より南へ約750 m（徒歩約12分）
- 大宇陀学舎
  - 奈良交通「大宇陀迫間」停留所より北西へ約250m（徒歩約3分）

### 象徴

#### 校名
校名は、併合学校の大宇陀高が男女共学実施前（1948年4月から9月まで）の校名「奈良県立宇陀高等学校」と、同一である。

#### 校章
宇陀市の花である鈴蘭を円形状に表し、学校に多くの人が和して集い、時が途切れることなく巡るよう祈りを込めている。鈴蘭の花言葉は「幸福の再来」であり、再編を経て新たに開校された本校にふさわしい。また、宇陀の豊かな自然を表現するため、清らかな宇陀川が流れる様と、緑豊かな山々をあしらっている。

#### 校歌
作詞は長谷川元祥、作曲は米田珠代による。歌詞は3番まであり、各番に校名の「宇陀高校」が登場する。

## 設置する課程、学科及び定員
- 全日制課程
  - 普通科 - 240名（募集人員80名；特色選抜）
    - 自転車競技部 - 36名上限（募集人員12名上限、特色選抜[注釈 2]；全国募集）

情報に関する学科
- - 情報科学科 - 120名（募集人員40名；特色選抜）
    - 自転車競技部 - 18名上限（募集人員6名上限、特色選抜[注釈 2]；全国募集）

総合学科
- - こども・福祉科 - 240名（募集人員80名；特色選抜）
    - 自転車競技部 - 36名上限（募集人員12名上限、特色選抜[注釈 2]；全国募集）
- 専攻科
  - 介護福祉科 - 50名（募集人員25名程度）
  - インクルーシブ幼児教育科 - 30名程度（募集人員15名程度）

### 生徒募集

#### 奈良県立高等学校入学者全国募集
該当する学科コースにおいて、以下の枠組みで特色選抜および二次募集で全国募集を実施する。
1. 高等学校入学後、自転車競技部に所属し、選手として３年間継続して活動する意欲がある者[7]

## 高校関係者と組織

### 高校関係者組織
- 奈良県立宇陀高等学校同窓会 - 卒業生による同窓会組織
- 奈良県立宇陀高等学校育友会 - 生徒保護者による保護者会組織で、会員は入会金及び年会費を納入する。
- 奈良県高等学校PTA協議会 - 奈良県立教育研究所内に事務局を置くPTA協議会。奈良県立宇陀高等学校育友会の会員をもって会員とし、会員は単位PTA分担金として会費を納入する。

### 高校関係者一覧

#### 著名な出身者
奈良県立榛生昇陽高等学校
- 荒木良明（お笑い芸人、水玉れっぷう隊）
- 野口正則（競輪選手）
- 元砂勇雪（競輪選手）
- 元砂七夕美（女子競輪選手）
- 吉田隼人（自転車競技選手）

奈良県立大宇陀高等学校
- 黒岩重吾（小説家）
- 笑福亭鉄瓶（落語家）